# Radu Lupu
Radu Lupu, romunski pianist, * 30. november 1945, Galaţi, † 17. april 2022.
Pianista Raduja Lupuja so najbolj zanesenjaški kritiki poimenovali za »svetega človeka klaviature« in pravijo, da so njegovi recitali nekakšni obhajilni obredi, svete daritve. Mističnost, ki obkroža osebnost tega romunskega pianista, mnogi povezujejo ravno s popolnim pomanjkanjem Lupujevega interesa za kakršno koli zunajglasbeno pozornost javnosti. Metafizično in introvertirano muziciranje, prepoznavni legato in pianissimo, jasen vpogled v strukturo in podrobnosti kompozicije so mu prinesli unikatni status v pianističnem svetu. Je redni gost najboljših svetovnih orkestrov, najzahtevnejših odrov in najpomembnejših festivalov.
V rodni Romuniji se je začel učiti klavir s šestimi leti, leta 1961 je postal študent Moskovskega konservatorija. Že začetek njegove kariere so zaznamovale prve nagrade na najbolj razvpitih pianističnih tekmovanjih: Vana Cliburna (1966), Enescuja (1967) in tekmovanja v Leedsu (1969). Leta 1989 je prejel prestižno nagrado Abbiati, ki jo podeljuje italijanska zveza glasbenih kritikov, leta 2006 pa Nagrado Artura Benedettija-Michaelangelija. Redno nastopa z največjimi svotovnimi orkestri, vključno z berlinsko in dunajsko filharmonijo, orkestrom Concertgebouw, Clevelandsko in chikaško filharmonijo. Je reden gost festivalov v Luzernu in Salzburgu, med njegovimi umetniškimi sogovorniki pa so dirigenti Daniel Barenboim (z njim nastopa tudi v klavirskem duu), Riccardo Muti in Zubin Mehta ter violinistka Kyung Wha Chung in pevka Barbara Hendricks. Snema za založbe Decca, EMI, CBS in Teldec. Med njegovimi zgoščenkami velja omeniti izdajo vseh Beethovnovih klavirskih koncertov z izraelsko filharmonijo in Zubinom Mehto (Decca) ter vse Mozartove sonate za violino in klavir s Simonom Goldbergom. Leta 1995 je prejel nagrado Grammy za posnetek Schubertovih sonat v A-duru in B-duru ter nagrado Edison za Schumannove Otroške scene, Kreisleriano in Humoresko.